# Francica
Fràncica è un comune italiano di 1 603 abitanti della provincia di Vibo Valentia in Calabria. Vanta il titolo di "Città dell'Olio" per via dell'enorme produzione di pregiato olio di oliva.

## Storia
Fu fondata a tempo dei Normanni che in Mileto, posta sul costone di fronte, avevano la loro capitale. Il nome deriva dal distaccamento dei Galli (o Franchi) lì acquartierato. Secondo lo storico Gabriele Barrio, nato a Francica verso il 1510 e dalle note di Tommaso Aceti, la cittadella fu il risultato di diversi villaggi che si erano arroccati per essere al sicuro dalle incursioni dei nemici. Nel 1500, in località Campo, la Lega Antifrancese (Spagna, Asburgo, Milano, Venezia) in una battaglia campale batte le truppe di Luigi XII e dal Trattato di Granada, che ne seguirà, tutto il Meridione di Italia passa alla Spagna. Già in questo periodo i villaggi limitrofi vengono abbandonati. Rimanevano, come testimonianza, le chiesette diroccate dei santi Teodoro, Paolo, Biagio, Andrea, Pietro, Giovanni e, presso la cittadella, della B. Maria consacrata dal Papa Callisto II nel 1120.
Il fiume Scotopeto, oggi un ruscelletto, la divideva dal territorio di Mileto, il Mesima (o Medama) da quello di Soriano e il fiume Cocaracio da Hipponium (Vibo Valentia). Si trovavano in questo territorio i villaggi di Pinguado (o Pungadi, distrutto dal terremoto del 1908, dove sono ancora osservabili le mura perimetrali del campanile della vecchia chiesa), Mutario (oggi Mutari), Clamista, quasi pensile (oggi non se ne conosce l'antica ubicazione) Scassaris e Costantino (oggi San Costantino Calabro, comune a sé).

## Società

### Evoluzione demografica
Abitanti censiti